# Salto Roraima
Le Salto Roraima est une chute d'eau du Venezuela située sur le mont Roraima et au sein du parc national Canaima. Elle est formée de quatre sauts totalisant 610 mètres de hauteur.